# Gyge branchialis
Gyge branchialis är en kräftdjursart som beskrevs av Emilio Cornalia och Panceri 1861. Gyge branchialis ingår i släktet Gyge och familjen Bopyridae. Arten är reproducerande i Sverige. Inga underarter finns listade i Catalogue of Life.